# Camazépam
Le camazépam est une substance chimique de la famille des benzodiazépines commercialisée comme médicament. Comme toutes les molécules de cette famille, elle possède des propriétés anxiolytiques, hypnotiques et sédatives, anticonvulsantes, et myorelaxantes.